# Gallium(I)-fluorid
Gallium(I)-fluorid ist eine chemische Verbindung des Elements Gallium, die nur bei Temperaturen über 1000 °C (in der Gasphase) beständig ist. Sie gehört zu der Gruppe der Halogenide.

## Eigenschaften
Gallium liegt in Galliummonohalogeniden (auch Gallylene genannt) in der Oxidationsstufe +I vor. Gallium(I)-Verbindungen sind hoch unbeständig und werden schnell zu Gallium(III)-Verbindungen oxidiert.

### Struktur und Nachweis
Bei Galiumfluorid handelt es sich um ein Molekül mit einer Dreifachbindung. Es kann bei höhen Temperaturen gebildet werden und mittels Hochauflösende-Kontinuum-Molekülabsorptionsspektrometrie nachgewiesen werden.

### Bildung und Zerfall
Die Molekülbildung erfolgt um 1000 °C durch Komproportionierung. Wird die Temperatur niedriger erfolgt sofort Disproportionierung zu Gallium und Galliumtrifluorid.

#### Mögliche Bildungsreaktionen
2 Ga + GaF3 {\displaystyle \mathrm {\ \rightleftharpoons } } 3 GaF(g.)
2 Ga + 2 HF {\displaystyle \mathrm {\ \longrightarrow } } 2 GaF(g.) + H2(g.)

## Weiterführende Literatur
- Eintrag zu Gallium monofluoride. In: P. J. Linstrom, W. G. Mallard (Hrsg.): NIST Chemistry WebBook, NIST Standard Reference Database Number 69. National Institute of Standards and Technology, Gaithersburg MD
- Gmelin: Gallium, Indium, Thallium, Syst. Nr. 36–38.